# Ряжик
Ряжик (до 1966 года — посёлок  райпромкомбината) — посёлок в Пригородном районе Свердловской области России. Входит в муниципальный округ Горноуральский, управляется Новоасбестовской территориальной администрацией.
Ранее входил в состав Новоасбестовского поссовета Пригородного района.

## География
Посёлок Ряжик расположен в 30 километрах к юго-востоку от города Нижнего Тагила, на берегу реки Режик 3-й. Севернее посёлка проходит автодорога местного значения Николо-Павловское — Алапаевск, с которой Ряжик соединён подъездной дорогой.

## Население
| 2002 | 2010 | 2021 |
| ---- | ---- | ---- |
| 146  | ↘138 | ↘92  |

## Инфраструктура
В Ряжике находятся клуб и магазин.

### Промышленность
- ООО «Лесопункт „Ряжик“»
- ООО «Полискен Плюс».